# رابرت میلیکان
رابرت اندروز میلیکان (انگلیسی: Robert Andrews Millikan؛ ‏ زاده ۲۲ مارس ۱۸۶۸ – درگذشته ۱۹ دسامبر ۱۹۵۳) فیزیک‌دان برجسته آمریکایی بود.
میلیکان دانش‌آموخته دانشگاه کلمبیا، و عضو هیئت علمی مؤسسه فناوری کالیفرنیا بود.
وی برنده جایزه نوبل فیزیک سال ۱۹۲۳ است.
میلیکان برای اولین بار، بار الکترون را در آزمایش قطره روغن اندازه‌ گرفت.

تمبر یادبود رابرت میلیکان - انتشار در سال ۱۹۹۵ - مالدیو